# 집시 로만세

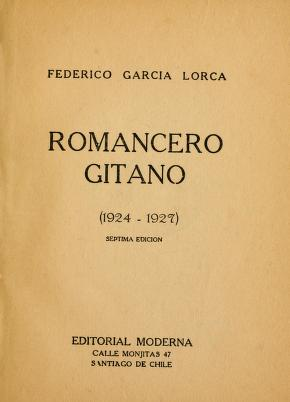

《집시 로만세》(Romancero Gitano)는 스페인 27세대 시인인 페데리코 가르시아 로르카의 대표 시집이다. 스페인에서 가장 민중적인 로만세 형식에 구술로 전해지는 옛이야기와 신화적 이미지를 담았다. 집시 특유의 음울함과 낭만, 정열이 초현실주의적인 상징과 은유를 통해 독자를 매혹한다.

## 배경
로르카는 ≪집시 로만세≫를 1928년 마드리드에서 출간했고, 즉시 독자들의 뜨거운 반응을 얻었다. 동시대 시인들은 모두 이 시집에 큰 영향을 받았다. 호르헤 기옌(Jorge Guillén)은 “우리 중 누구도 그 시집에 관해 말을 꺼내지 않을 수 없었다”고 했고 역시 27세대 시인이었고 1977년 노벨 문학상을 수상한 비센테 알레익산드레(Vicente Aleixandre)는 이 시집을 격찬하는 편지를 남겼다. 살바도르는 부정적인 태도를 보였고 부뉴엘은 노골적으로 비난을 퍼부었다.
모두 18편의 시로 구성된 ≪집시 로만세≫에서 로르카는 로만세(romance)라는 시 형식에 집시적 정서, 구술로 전해지는 이야기, 신화적인 이미지 등을 담아낸다. 스페인 문학에서 가장 민중적인 시 형식인 로만세는 또한 초현실주의적인 은유와 만나서 시적인 밀도를 극적으로 끌고 간다. 집시들은 초월적인 어떤 힘에 의해 끌려 다니는 존재로 묘사되거나, 인종적으로 사회적으로 소외된 존재로 그려지기도 한다.
로만세는 천 년 동안 사용된 시 형식이다. 중세에는 서사시에 사용되어 이야기를 이끌어 가는 형식이었고, 근대에 들어서 감정과 이미지를 표현하는 서정시로 발전했다. 로만세가 구술 문화 속에서 자연스럽게 형성된 사실을 떠올리면 조금 더 친근감이 느껴진다.
로르카에게 스페인은 안달루시아였고, 안달루시아는 집시의 세계였다. 안달루시아 전통 음악이자 집시들의 영혼이 담긴 칸테 혼도는 로르카에게는 예술적 영감의 원천이었다. 또한 그의 동성애적 감각은 한쪽으로는 소외된 인물에 대한 애정으로, 다른 쪽으로는 사랑에 대한 비극적 비전으로 발전했다. 그렇게 전통에 뿌리를 둔, 자전적인 문학적 재료들이 모더니즘의 언어와 만나면서 로르카의 문학은 신화적인 매력을 얻게 된다.